# Osborne County
Osborne County är ett administrativt område i delstaten Kansas, USA, med 3 858 invånare. Den administrativa huvudorten (county seat) är Osborne.

## Geografi
Enligt United States Census Bureau har countyt en total area på 2 316 km². 2 311 km² av den arean är land och 5 km² är vatten.

### Angränsande countyn
- Smith County - norr
- Jewell County - nordost
- Mitchell County - öst
- Lincoln County - sydost
- Russell County - söder
- Ellis County - sydväst
- Rooks County - väst

### Orter
- Alton
- Downs
- Natoma
- Osborne (huvudort)
- Portis